# Асанов, Дмитрий Сергеевич
Дмитрий Сергеевич Асанов (бел. Дзмітрый Сяргеевіч Асанаў; род. 18 мая 1996, Молодечно, Беларусь) — белорусский боксёр-любитель и профессионал, выступающий в полулёгкой, в лёгкой, и в первой полусредней весовых категориях. Член национальной сборной Беларуси по боксу, заслуженный мастер спорта Республики Беларусь (2016), бронзовый призёр чемпионата мира (2015), чемпион Европейских игр (2019), серебряный призёр Европейских игр (2015), чемпион Всемирных военных игр (2019), чемпион мира среди военнослужащих (2021), чемпион Беларуси, многократный победитель и призёр международных и национальных турниров в любителях. Действующий чемпион Американского континента по версии WBC (2024—н.в)
Лучшая позиция по рейтингу BoxRec — 44-я (апрель 2025), и являлся 1-м и единственным среди белорусских боксёров лёгкой весовой категории, а по рейтингам основных международных боксёрских организаций занимает: 13-ю строку рейтинга WBC — входя в ТОП-45 лучших лёгковесов всего мира.

## Биография
Родился 18 мая 1996 года в городе Молодечно, в Минской области, в Беларуси.
Окончил факультет спортивных игр и единоборств Белорусского государственного университета физической культуры.

## Любительская карьера
В детстве Дмитрий помимо бокса занимался ещё и футболом, но со временем он принял решение полностью сосредоточить усилия на боксе. Первым тренером Дмитрия стал его отец Сергей Леонидович, который работал тренером в местной спортшколе. В 2012 году Асанов добился первых серьёзных успехов на молодёжном уровне. Сначала он стал чемпионом Беларуси среди юниоров, а затем выиграл европейское первенство в своей возрастной группе.
В 2015 году Асанов впервые стал чемпионом Беларуси среди взрослых. Летом 2015 года Дмитрий принял участие в первых Европейских играх в Баку. Благодаря дисквалификации из-за допинга его первого соперника Асанов начал соревнования сразу с четвертьфинала. Одержав две уверенные победы белорусский боксёр пробился в финал, где его соперником стал россиянин Бахтовар Назиров. Бой получился очень упорным, но в итоге победу со счётом 2:1 одержал Назиров. На чемпионате мира в Дохе Асанов сумел добраться до полуфинала, где уступил только бронзовому призёру летних Олимпийских игр 2012 года ирландцу Майклу Конлану. Помимо медали мирового первенства белорусский боксёр получил возможность провести дополнительный бой с ещё одним бронзовым призёром этого чемпионата индийцем Шивой Тапа за именную олимпийскую лицензию. Бой прошёл с преимуществом Асанова и завершился со счётом 3:0 в его пользу. Тем самым Дмитрий завоевал путёвку на летние Олимпийские игры 2016 года в Рио-де-Жанейро, где выступил неудачно.
Период 2017 года вышел провальным для спортсмена. Начав рано подготовку, он не успел в достаточной мере восстановиться, результатом чему стало непопадание на Чемпионат мира. В начале 2018 года Асанов одержал первую победу на профессиональном ринге. В поединке в Милане атлет был сильнее болгарина Кирилла Асенова, одержав победу единогласным решением судей. Весной боксёр стал чемпионом Европы среди молодежи до 22-х лет в весовой категории до 60 кг. В решающем поединке за золотую медаль атлет одержал победу единогласным решением судей (5:0) над российским боксером Альбертом Батыргазиевым. Во втором раунде Дмитрий Асанов нанёс несколько ощутимых ударов, которые во многом и решили исход поединка. На Европейских играх 2019 года стал победителем турнира в весе до 60 кг, выиграв бой за золото у российского боксёра Габила Мамедова.
В 2020 году завоевал золотую медаль на международном турнире по боксу «Мемориал Иштвана Бочкаи», который проходил в венгерском Дебрецене. В поединке за золотую медаль атлет оказался сильнее спортсмена из Венгрии Ричарда Ковача. В конце 2020 года в Молодечно проходил чемпионат Беларуси по боксу. Асанов выиграл соревнования в весовой категории 63 килограмма, для этого ему понадобилось всего полтора раунда. Позднее Асанов принял участие в европейских квалификационных соревнованиях, проходивших в 2021 году в Париже. По результатам данного турнира он завоевал олимпийскую лицензию на Игры в Токио. На Олимпийских играх Асанов дошёл до стадии 1/8 финала весовой категории до 63 килограммов, уступив бразильцу Вандерсону де Оливейре.
В конце сентября 2021 года стал чемпионом на 58-м чемпионате мира среди военнослужащих в Москве (Россия) проведённого под эгидой Международного совета военного спорта, в финале раздельным решением судей (4:1) победив узбекского боксёра Мужибилло Турсунова.

## Профессиональная карьера
19 февраля 2022 года в Гамбурге (Германия) начал профессиональную боксёрскую карьеру, в лёгком весе (до 61,24 кг), досрочно техническим нокаутом во 2-м раунде победив опытного никарагуанца Нестора Марадиага (9-14-2).
23 апреля 2022 года в Гамбурге (Германия), во втором профессиональном бою досрочно техническим нокаутом в 3-м раунде победил небитого колумбийца Даниэля Ибаргуэну (3-0-1). И 5 ноября 2022 года в Оберхаузене (Германия), уже в пятом профессиональном бою единогласным решением судей (счёт: 79-73, 80-72 — дважды) победил опытного никарагуанца Рамиро Бланко (18-15-3).

#### Бой с Матиасом Руэдой
7 ноября 2024 года в Монреале (Канада) встретился с экс-претендентом на чемпионский пояс 36-летним Матиасом Руэдой (38-2, 32 КО). Асанов с первых секунд первого раунда завладел инициативой. Благодаря преимуществу в габаритах (размах рук и рост) трехминутка прошла в односторонне. Волевой аргентинец расстреливался как с ближней так и с дальней дистанции практически на выбор. Во втором раунде белорус увлекся атакой по этажам и пропустил точный слева на выходе от опытного аргентинца, смог выстоять и придти в себя даже забрав концовку раунда. Положение Руэды осложнилось открывшемся рассечением правой брови. Третий и четвертый раунд прошли под давлением Дмитрия, а в середине 5-го раунда после затяжной безответной серии в углу от белорусского боксера Руэда взял колено вынудив рефери вмешаться и остановить бой. ТКО 5. Вместе с победой Асанов взял свой первый пояс Американского континента по версии WBC.

#### Бой с Франческо Патерой
10 апреля 2025 года в Монреале (Канада) в главном бою вечера в рамках легкой весовой категории уверенно победил по очкам опытнейшего 31-летнего Франческо Патеру (30-6, 11 КО) из Бельгии. С первого до последнего 10-го раунда белорус был лучше в скорости, количестве ударов не смотря на огромный опыт бельгийца. Рейтинговый бой не был конкурентным ни в одном раунде. Счёт судей составил: 100-90, 98-92 и 100-90 в пользу Асанова который защитил пояс Американского континента по версии WBC.

## Статистика профессиональных боёв
В таблице перечислены результаты всех поединков боксёров.
В каждой строке указан результат поединка. Дополнительно номер поединка обозначен цветом, который обозначает итог поединка. Расшифровка обозначений и цветов представлена в нижеследующей таблице.
| Пример | Расшифровка                     |
| ------ | ------------------------------- |
|        | Победа                          |
|        | Ничья                           |
|        | Поражение                       |
|        | Планируемый поединок            |
|        | Поединок признан несостоявшимся |
| КО     | Нокаут                          |
| ТКО    | Технический нокаут              |
| PTS    | Решение судей (по очкам)        |
| UD     | Единогласное решение судей      |
| MD     | Решение большинства судей       |
| SD     | Раздельное решение судей        |
| RTD    | Отказ от продолжения боя        |
| DQ     | Дисквалификация                 |
| NC     | Поединок признан несостоявшимся |

| 10 поединков, 10 побед (4 нокаутом). | 10 поединков, 10 побед (4 нокаутом). | 10 поединков, 10 побед (4 нокаутом). | 10 поединков, 10 побед (4 нокаутом). | 10 поединков, 10 побед (4 нокаутом).                                   | 10 поединков, 10 побед (4 нокаутом). | 10 поединков, 10 побед (4 нокаутом). |
| Бой                                  | Рекорд                               | Дата боя                             | Соперник                             | Место проведения боя                                                   | Раундов, Время                       | Примечание                           |
| ------------------------------------ | ------------------------------------ | ------------------------------------ | ------------------------------------ | ---------------------------------------------------------------------- | ------------------------------------ | ------------------------------------ |
| 7                                    | 7-0                                  | 3 июня 2023                          | Кристиан Авила (18-8-1)              | Universum Gym, Гамбург, Германия                                       | TKO 4 (8), 2:14                      |                                      |
| 6                                    | 6-0                                  | 4 февраля 2023                       | Лестер Лара (17-14-2)                | Friedrich-Ebert-Halle, Людвигсхафен-ам-Райн, Рейнланд-Пфальц, Германия | UD 8 (8)                             | Счёт судей: 80-69 (трижды).          |
| 5                                    | 5-0                                  | 5 ноября 2022                        | Рамиро Бланко (18-15-3)              | Rudolf Weber-Arena, Оберхаузен, Северный Рейн-Вестфалия, Германия      | UD 8 (8)                             | Счёт судей: 79-73, 80-72 (дважды).   |
| 4                                    | 4-0                                  | 10 сентября 2022                     | Робин Замора (17-15)                 | Universum Gym, Гамбург, Германия                                       | UD 8 (8)                             | Счёт судей: 80-72 (трижды).          |
| 3                                    | 3-0                                  | 21 мая 2022                          | Маркос Вилласана (27-6)              | Inselparkhalle, Wilhelmsburg, Гамбург, Германия                        | UD 8 (8)                             | Счёт судей: 79-73, 80-72 (дважды).   |
| 2                                    | 2-0                                  | 23 апреля 2022                       | Даниэль Ибаргуэн (3-0-1)             | Universum Gym, Гамбург, Германия                                       | TKO 3 (8), 2:20                      |                                      |
| 1                                    | 1-0                                  | 19 февраля 2022                      | Нестор Марадиага (9-14-2)            | Universum Gym, Гамбург, Германия                                       | TKO 2 (4), 1:42                      | Профессиональный дебют.              |

## Общественная позиция
Дмитрий Асанов является одним из белорусских спортсменов, подписавших письмо спортивной общественности, которая выступает за новые выборы и против насилия после событий августа 2020 года.
Боксёр заявил: «Не могу ответить на вопрос, зачем мне это надо было, но что-то внутри подсказало. Я же не искал, где подписать, мне прислали — я прочитал и подписался. В первую очередь подписывался против насилия. Я сам боец и для меня это дикость, когда насилие происходит в повседневной жизни, где нет рефери и судей.
Я не поддерживаю насилие с любой стороны, с разных его ракурсов. Я не считаю, что насилие над теми же животными или людьми в своей стране — я не считаю это нормальным.
Подписал и не мог подумать, что может прилететь. Ну как, это же адекватно, кто поддерживает насилие? А потом уже начал осознавать, что может прилететь. Опять же, если я этого сделал — нужно быть к этому готовым и я лично несу за это ответственность. Был вопрос: „Может заберёшь?“. Я сказал: „Нет“. Предлагали подписаться за второе письмо. Сказал, что все, что посчитал нужным уже подписал».